# 魔法少女レインボーブライト
『魔法少女レインボーブライト』（まほうしょうじょレインボーブライト、Rainbow Brite）は1990年にNHK BS2で全13話が放送された仏・米・日合作のテレビアニメ。アメリカ国内では1984年6月27日～1986年7月24日の3年に分かれる形で全13話がテレビ放送された。

## 解説
ホールマーク・カーズのグリーティングカードのキャラクター「レインボーブライト」から派生したアニメーション作品。企画・制作はフランスの映像会社DICが1984年に担当し、日米合作作品としてアニメーション自体の製作を東京ムービー（現：トムス・エンタテインメント）が25分×13話（1クール）が担当した。
米国内では、1989年から1990年にかけてリメイク版を放映(上映尺数 :92分)した。
「レインボーブライト」のキャラクターは米国内で根強い人気があり、2000年以降も過去にテレビ放映されたシリーズをDVD化したソフトや、レインボーブライトの玩具（ぬいぐるみ、フィギュアなど）に「特別編」が収録されたDVDを同梱し発売するなど、登場から30年を経てもなお根強い支持を得ている作品である。

### 日本での展開
日本で初めてテレビ放映が行われたのは1990年7月の「衛星アニメ劇場」枠である。その後、1994年にアニメ専門チャンネル「キッズステーション」で全13話が二重音声放送（二ヶ国語放送）の形で全国のCATV向けに配信された。配信時のタイトルは『魔法の少女レインボーブライト』とした。
2010年代前半頃には、日本でもレインボーブライトのキャラクターグッズが一般市場で発売されるようになった。そして2019年、日本ホールマークがレインボーブライトのステーショナリーを日本において販売開始した。

## ストーリー
レインボーランドの国を滅ぼし、地球上の全てから「色」を奪い暗黒世界にする事を企む悪人、マーキーとラーキーからレインボーランドを守るため、レインボーブライトという少女が戦う物語。レインボーランドの友達ツィンクと空飛をぶ白馬スターライトと一緒にレインボーランドと地球を幸せな所にするように活動する。

## スタッフ
- エグゼクティブ プロデューサー：ジーンチャロピン、アンディヘイワード
- クリエイティブ スーパーバイザー：ジーンチャロピン
- 脚本：ウッディ キリング 他
- ストーリーボード担当：小池圭一
- アニメーションディレクター：杉野昭夫
- プロダクション担当：赤川滋
- プロダクション コーディネーター：村田恵子 他
- 作画監督：寺田和男、平山智
- 音楽：シュキ・レヴィ、ハイム・サバン（サバン・エンターテイメント）
- 原画：北原章雄、川筋豊、前島健一、小椋真由美、四分一節子 他
- 動画：出﨑統、香西隆男、杉野昭夫、近藤勝也、小澤次雄 他
- 演出：出崎哲 他
- レイアウト：香西隆男
- 美術：小林七郎
- 彩色コーディネート：西川優子
- 彩色：山本昌代
- 撮影：上田正秀、福島敏行（高橋プロダクション）他
- 編集：鶴渕允寿（鶴渕映画）
- 効果：アニメサウンド
- 録音：B&Bサウンドスタジオ（アメリカ）
- 日本語版吹替制作：グロービジョン
- 日本語版録音スタジオ：グロービジョンスタジオ
- 日本語版VTR編集：グロービジョンスタジオ
- プロデューサー：Jean Chalopin、Andy Heyward（DIC）、片山哲生（DIC東京オフィス）
- アニメーション制作：東京ムービー（現．トムス・エンタテインメント）
- 制作協力：アニメーションシティ・エディトリアルサービス
- 製作：ホールマークエンタテイメント、DIC（DICアニメーションシティ）
- 著作：ホールマークカーズ（HALLMARK CARDS,INC）

### 主な製作フローチャート
英語版
- 企画、脚本：フランス、アメリカ（DIC）
- 作画、彩色、美術、撮影：日本
- 編集、アフレコ、ダビング：アメリカ
- 完パケ（パック化作業：テレシネ、テロップ、VTR収録）：アメリカ

日本語版
- 日本語版台本制作：日本
- 日本語版VTR編集：日本
- 吹替アフレコ：日本
- 日本語版ダビング：日本
- 完パケ（パック化作業：VTR収録）：日本

以上の住み分けで作業が行われ、作品が製作された。

## 日本語版吹替キャスト
- レインボーブライト：深雪さなえ（旧名.室井深雪）
- ツィンク：関川真佐美
- スターライト：中村秀利
- マーキー：上田敏也
- ラーキー：中尾隆聖

他

## 主題歌
オープニング
- 「Brand New Day」 作詞：Howard R. Cohen、作曲：Haim Saban, Shuki Levy

エンディング
- 「Rainbow Brite And Me」 作詞：Howard R. Cohen、作曲：Haim Saban, Shuki Levy、歌：Bettina Bush

※オープニング主題歌は日本語版ではカット。エンディング主題歌は日本語吹替をされず原語（英語）のままで放送された。

## 放送サブタイトル
- 記述左側は日本語版サブタイトル、右側は英語版サブタイトルと放映話数、アバンタイトル種別など

1. 虹の国 レインボーブライト（#4 The Beginning of Rainbowland Part1）OP短、アバンA
2. わたしは レインボーブライト（#5 The Beginning of Rainbowland Part2）OP短、アバンA
3. レインボーブライトのお友だち（#1 Peril In The Pits）OP短のみ
4. モンスターがやってきた（前編）（#2 The Mighty Monstromurk Menace Part1）OP短、アバンA
5. モンスターがやってきた（後編）（#3 The Mighty Monstromurk Menace Part2）OP短、アバンA
6. 嘘つきマーキーのママ（#7 Mom）アバンBのみ
7. 名馬スターライト（#12 A Horse of a Different Color）アバンBのみ
8. レインボーキャッスルの魔女（#6 Invasion of Rainbowland）アバンBのみ
9. 虹の洞くつを返して!（#10 Chasing Rainbows）アバンBのみ
10. にせのレインボーブライト（#8 Rainbow Night）アバンBのみ
11. お星さまはどこへ!（#9 Star Sprinkled）アバンBのみ
12. 危険なほうき星（#11 Murky's Comet）アバンBのみ
13. 虹の星のUFO（最終回）（#13終 Queen of the Sprites）アバンBのみ

※英語版放映時は、現地版のメインタイトルオープニング（OP短と略記）が付属してからアバンタイトルに入ったが、日本語版では全てカットされている。
※英語版第1話のみ、メインタイトルオープニングのみでアバンタイトルAタイプは付属していない。
※日本語版放映時、アバンタイトルAタイプは全てカットされ、全話がアバンタイトルBタイプで統一されていた。
※日本語版放映時は物語の展開が「レインボーランドの復活劇」から始まっているが英語版ではそれらの物語は後日談として語られている展開である。
※全話、予告編は元々製作されていない。
※製作年度は、英語版第1話～第4話が1984年、第5話～第7話が1985年、第8話～第13話が1986年である。

## その他のレインボーブライトの映像化
『映画』Rainbow Brite And The Star Stealer（1985）レインボーブライト（上映尺数：92分)。こちらもアメリカ・フランス・日本の合作だが、こちらはワーナーブラザーズと東映アニメーションの合作となっている。監督は矢吹公郎、Bernard Deyriès 設定は、遠い遠い虹の生まれる場所「レインボーランド」からきた魔法少女レインボーブライト。そんな彼女が愛馬スターライトとともに、ベルトのマジカルパワーで闇の住人達と戦う物語である。
1986年には米国内に於いて「レインボーブライト in サンディエゴ動物園」と云うタイトルで実写（着ぐるみ）のレインボーブライトが登場するソフトがリリースされた。
米国内でのテレビ放送後に、エデュケーショナルチャンネル（米国内CATVネット）向けの番組として、着ぐるみキャラクターのレインボーブライトと子供たちが物事の学習をするテレビ番組が2本（30分×2本）製作され、放送された。